# Virtual XI
Albums de Iron Maiden
Best of the Beast
(1996) Brave New World
(2000)
Virtual XI est le onzième album du groupe de heavy metal Iron Maiden, sorti le 23 mars 1998. C'est le second enregistré avec le chanteur Blaze Bayley.
L'album continue dans la lignée de son prédécesseur, avec des morceaux commençant calmement avant d'accélérer et de faire place aux traditionnels riffs heavy, les exceptions étant Futureal et The Angel and the Gambler.
Les ventes ne furent pas au rendez-vous : la 16e position atteinte dans les charts britanniques est le plus mauvais score d'un album du groupe.
Comme pour les concerts du précédent album The X Factor, la tournée suivant la sortie de Virtual XI fut écourtée à cause d'allergies du chanteur à certains produits utilisés sur scène.
La pochette représente Eddie the Head qui ressort des ténèbres et un jeune garçon avec des jumelles, un détecteur de mouvement et un casque qui regarde le ciel avec derrière lui de jeunes hommes jouant au football. Selon Steve Harris lors d'une interview, Eddie représenterait un extraterrestre venant détruire la Terre, et le jeune homme un astronome qui ne se doute pas de l'attaque du monstre. Cette pochette reprend un peu le scénario de l'album Somewhere in Time et constitue en quelque sorte un message futuriste prévenant des dangers qui peuvent exister dans l'univers lointain mais qui, peut-être dans 300 ans, sortiront de leurs cachettes pour détruire la galaxie. Un message pré-apocalyptique auquel peu de personnes adhèrent mais dont les membres du groupe aiment volontiers s'amuser.
Le clip de The Angel and the Gambler a été réalisé avec une version abrégée de la chanson. La vidéo a été réalisée entièrement en images de synthèse, dans un monde extraterrestre avec des aliens de qualité visuelle variable. Le concept, notamment le passage où Blaze Bayley se dirige vers le bar avec un chapeau brun et une longue veste, évoque la pochette de Stranger in a Strange Land, et plus généralement tout l'album Somewhere in Time.

## Liste des titres
1. Futureal (Harris/Bayley) - 2:55
2. The Angel and the Gambler (Harris) - 9:52
3. Lightning Strikes Twice (Murray/Harris) - 4:50
4. The Clansman (Harris) - 9:00
5. When Two Worlds Collide (Murray/Bayley/Harris) - 6:17
6. The Educated Fool (Harris) - 6:44
7. Don't Look to the Eyes of a Stranger (Harris) - 8:04
8. Como Estais Amigos (Gers/Bayley) - 5:30

## Musiciens
- Blaze Bayley : chant
- Dave Murray : guitare
- Janick Gers : guitare
- Steve Harris : basse
- Nicko McBrain : batterie